# Babahoyo
Babahoyo är en provinshuvudstad i Ecuador.   Den ligger i provinsen Los Ríos, i den centrala delen av landet, 210 km sydväst om huvudstaden Quito. Babahoyo ligger 10 meter över havet och antalet invånare är 76 279.
Terrängen runt Babahoyo är mycket platt. Runt Babahoyo är det tätbefolkat, med 427 invånare per kvadratkilometer. Babahoyo är det största samhället i trakten. Trakten runt Babahoyo består till största delen av jordbruksmark.